# 堺市立熊野小学校
堺市立熊野小学校（さかいしりつ　ゆや しょうがっこう）は、大阪府堺市にある公立小学校。
堺市ではもっとも歴史の古い小学校の一つである。校地の南側は大小路に面している。堺市の旧市街に位置し、堺東駅前の繁華街や堺市役所・堺区役所近辺などを校区に含む。

## 沿革
- 1872年4月25日 - 堺県第八区分校として開校。櫛屋町東3丁（現・堺市堺区）に仮校舎を設置。
- 1872年11月 - 泉州第六番小学校に改称
- 1875年5月 - 熊野小学に改称
- 1877年2月 - 明治天皇臨幸、授業を天覧。
- 1882年4月 - 熊野小学校に改称
- 1887年5月 - 熊野尋常小学校に改称
- 1941年4月 - 国民学校令により、堺市熊野国民学校と改称。
- 1947年4月 - 学制改革により、堺市立熊野小学校と改称。
- 1970年 - 大阪府教育委員会から、体育教育の研究指定を受ける。
- 1973年 - 学校保健・体育の研究発表（堺市教委）大阪府健康優良学校表彰
- 1975年 - 文部省と大阪府教育委員会から、道徳教育の研究指定を受ける（1976年度までの2年間）。
- 1981年4月 - 合科指導研究協力校
- 1990年 - 算数科研究発表（堺市研究学校）（1992年度まで）
- 1997年4月 - 現在の講堂兼体育館・体育館屋上プール、完成。
- 1999年 - コンピュータルーム、完成。
- 2001年10月26日 - 日本初等理科教育研究会全国大会堺大会発表
- 2002年 - 金銭教育研究校に指定される（2003年まで）
- 2002年 - 教育評価研究事業指定校（2004年まで）
- 2004年 - 授業評価システム推進研究指定校（大阪府教委）／わが町の誇れる学校づくり研究校（堺市教委）（2005年まで）
- 2006年 - 義務教育の質の保証に資する学校評価システム構築事業（2007年まで）
- 2006年 - 教育IT化推進校（2008年まで）
- 2008年3月 - 金融知識普及功績者表彰（金融庁・日本銀行）
- 2008年9月 - 交通安全功労者表彰（優良学校の部）
- 2017年11月 - 優良PTA文部科学大臣表彰（当校PTA） ／ 日本PTA全国協議会 個人表彰（前年度PTA会長）
- 2018年2月 - 5階建て新校舎竣工

## 通学区域
- 堺市堺区 市之町東、戎之町東、大町東、甲斐町東、北瓦町、北花田口町、櫛屋町東、熊野町東、宿院町東、新町（2-5街区）、中瓦町、南瓦町、南向陽町、南花田口町
  - 卒業生は堺市立殿馬場中学校へ進学する。

## 交通
- 南海高野線堺東駅から西へ10分
- 阪堺電気軌道阪堺線大小路停留場南東へ10分
- 南海本線堺駅から南東へ15分
- 南海バス熊野小学校前バス停
  - 南海高野線堺東駅前1番乗り場から堺駅前行き（堺シャトルバス）
  - 南海本線堺駅前3番乗り場から堺東駅前行き（堺シャトルバス）

## 出身者
- 香月秀之 - 映画監督
- 谷村美月 - 女優
- 竹山修身 - 第19代堺市長

## 備考
現在「熊野」の読み方は、校名が音読み「ゆや」、町名が訓読み「くまの」と異なっている。町名も当初は「ゆや」と読まれていたが、後に「くまの」と読まれるようになった。ただし、現在でも「ゆや」と読まれることがあり、年配者において顕著である。
現在の町名「熊野」は、1872年に以前の町名「湯屋」から改称されたものである。
「湯屋」に関しては、湯屋（風呂屋）が多かったとする説、菅原神社で塩風呂の炊き出しが行われたとする説、「熊野」の当て字とする説などがある。
「熊野」は、大小路交差点北東角にあった熊野神社（1908年、菅原神社に合祀）に由来する。社名も「ゆや」と読まれてはいたが、当社は熊野参詣の境王子が前身と言われており、当然ながら「湯屋」の表記ではない。

## 文献
- 熊野小学校100周年記念誌（1972年）